# Sławiny
Sławiny – wieś sołecka w Polsce położona w województwie mazowieckim, w powiecie garwolińskim, w gminie Garwolin.
W latach 1975–1998 miejscowość administracyjnie należała do województwa siedleckiego.
Wierni Kościoła rzymskokatolickiego należą do parafii św. Jana Pawła II w Sulbinach.